# Aphis proffti
Aphis proffti är en insektsart som först beskrevs av Carl Julius Bernhard Börner 1942.  Aphis proffti ingår i släktet Aphis och familjen långrörsbladlöss. Arten är reproducerande i Sverige. Inga underarter finns listade i Catalogue of Life.